# More Than I Can Bear
More Than I Can Bear is een single van Matt Bianco uit 1985.
Het een single van het album Whose Side Are You On? uit 1984, die in 1985 als remix werd uitgebracht.

## Hitnotering

### Nederlandse Top 40
| Positie: | 40 | 32 | 25 | 22 | 23 | 27 | 29 | uit |

### NederlandseMega top 50
| Positie: | 34 | 30 | 18 | 19 | 20 | 24 | 30 | 39 | 43 | uit |

### NPO Radio 2 Top 2000
| Nummer met noteringen in de NPO Radio 2 Top 2000 | '99  | '00 | '01  | '02  |
| ------------------------------------------------ | ---- | --- | ---- | ---- |
| More Than I Can Bear                             | 1308 | -   | 1561 | 1978 |

1. ↑  Een '-' betekent dat het nummer niet was genoteerd en een vetgedrukt getal geeft de hoogste notering aan.
2. ↑  Deze tabel is bijgewerkt tot en met de meest recente editie (2024).